# Rosa 'Mrs. Aaron Ward'
'Mrs. Aaron Ward' (el nombre del obtentor registrado 'Mrs. Aaron Ward'), es un cultivar de rosa moderna de jardín que fue conseguido en Francia en 1907 por el rosalista francés Joseph Pernet-Ducher.

## Descripción
'Mrs. Aaron Ward' es una rosa moderna de jardín cultivar del grupo Híbrido de té.
El cultivar procede del cruce de parentales desconocidos.
Las formas arbustivas del cultivar tienen porte erguido y alcanza más de 60 de alto. Las hojas son de color verde oscuro y brillante, con denso follaje. Posee gruesas espinas.
Sus delicadas flores de color amarillo, el sombreado de color rosa salmón. Fragancia moderada. Flores grandes de 4". Dobles con 17 a 25 pétalos muy grandes y muy completos. Floración en solitario centrada en alto, en pequeños grupos en roseta.
Primavera o verano son las épocas de máxima floración, si se le hacen podas más tarde tiene después floraciones dispersas.

## Origen
El cultivar fue desarrollado en Francia por el prolífico rosalista francés Joseph Pernet-Ducher en 1907. 'Mrs. Aaron Ward' es una rosa híbrida con ascendentes parentales desconocidos.
El obtentor fue registrado bajo el nombre cultivar de 'Mrs. Aaron Ward' por Joseph Pernet-Ducher en 1907 y se le dio el nombre comercial de 'Mrs. Aaron Ward'.
La rosa fue conseguida en Francia por Joseph Pernet-Ducher antes de 1907 e introducida en el mercado francés por Pernet-Ducher en 1907 como 'Mrs. Aaron Ward'.

## Cultivo
Aunque las plantas están generalmente libres de enfermedades, es posible que sufran de punto negro en climas más húmedos o en situaciones donde la circulación de aire es limitada.
Las plantas toleran la sombra, a pesar de que se desarrollan mejor a pleno sol. En América del Norte son capaces de ser cultivadas en USDA Hardiness Zones 6b a 9b. La resistencia y la popularidad de la variedad han visto generalizado su uso en cultivos en todo el mundo.
Puede ser utilizado para las flores cortadas o jardín. Vigorosa. En la poda de Primavera es conveniente retirar las cañas viejas y madera muerta o enferma y recortar cañas que se cruzan. En climas más cálidos, recortar las cañas que quedan en alrededor de un tercio. En las zonas más frías, probablemente hay que podar un poco más que eso. Requiere protección contra la congelación de las heladas invernales.